# 平和台 (練馬区)
平和台（へいわだい）は、東京都練馬区の町名。現行行政地名は平和台一丁目から四丁目。住居表示実施済区域。

## 地理・概要
東京都練馬区北東部に位置する。周囲を北町、氷川台、錦、早宮と接する。東京メトロ有楽町線・副都心線平和台駅が置かれ、富士街道（環八通り）や都道441号線（通称・正久保通り）も走っている。地下鉄はこの都道の下を通る。
地下鉄駅は1983年（昭和58年）開業と比較的新しく、それまで周辺は畑地が多かった。開業後は駅前に商店が増えていった。2つの幹線道路も交通量が多く沿道には商業施設が立ち並ぶ。富士街道（環八）の自衛隊練馬駐屯地南交差点から西方城北中央公園に向かう通りも商店が見られる。その他は概ね住宅地であるか、農地も各所に見られる。

### 地価
住宅地の地価は、2025年（令和7年）1月1日の公示地価によれば、平和台2-22-3の地点で47万9000円/m2、平和台3-8-15の地点で48万6000円/m2、平和台4-12-10の地点で56万5000円/m2となっている。

## 歴史
旧・武蔵国豊島郡下練馬村字本村（ほんむら）、重現（じゅうげん、重見《しげみ》とも）、丸久保。下練馬村時代は村役場が置かれた中心地で、同村では最も早く開けた。
その後、練馬町、練馬北町・練馬仲町、北町・仲町などを経て、1965年（昭和40年）の住居表示実施時に瑞祥地名として発案された「平和台」となった。当初は「本村」とする案もあったが、新住民の反対により採用されなかった。因みに旧町名である仲町は今も練馬区立仲町小学校（氷川台）など隣接地域を含めて残っている。
練馬春日町駅ビルなどができる前は、富士街道沿いから富士山が望めた。

## 世帯数と人口
2025年（令和7年）4月1日現在（練馬区発表）の世帯数と人口は以下の通りである。
| 丁目         | 世帯数    | 人口     |
| ------------ | --------- | -------- |
| 平和台一丁目 | 1,741世帯 | 3,534人  |
| 平和台二丁目 | 1,692世帯 | 3,123人  |
| 平和台三丁目 | 2,187世帯 | 4,416人  |
| 平和台四丁目 | 1,620世帯 | 2,990人  |
| 計           | 7,240世帯 | 14,063人 |

### 人口の変遷
国勢調査による人口の推移。
| 年                 | 人口   |
| ------------------ | ------ |
| 1995年（平成7年）  | 10,022 |
| 2000年（平成12年） | 10,772 |
| 2005年（平成17年） | 12,061 |
| 2010年（平成22年） | 13,081 |
| 2015年（平成27年） | 13,753 |
| 2020年（令和2年）  | 14,405 |

### 世帯数の変遷
国勢調査による世帯数の推移。
| 年                 | 世帯数 |
| ------------------ | ------ |
| 1995年（平成7年）  | 4,064  |
| 2000年（平成12年） | 4,604  |
| 2005年（平成17年） | 5,147  |
| 2010年（平成22年） | 5,849  |
| 2015年（平成27年） | 6,075  |
| 2020年（令和2年）  | 6,798  |

## 学区
区立小・中学校に通う場合、学区は以下の通りとなる（2022年7月現在）。
| 丁目         | 番地               | 小学校                 | 中学校                 |
| ------------ | ------------------ | ---------------------- | ---------------------- |
| 平和台一丁目 | 29～34番 39～40番  | 練馬区立開進第一小学校 | 練馬区立開進第一中学校 |
| 平和台一丁目 | 23～28番 35番 38番 | 練馬区立仲町小学校     | 練馬区立開進第一中学校 |
| 平和台一丁目 | 1〜22番 36〜37番   | 練馬区立仲町小学校     | 練馬区立開進第四小学校 |
| 平和台二丁目 | 1番                | 練馬区立仲町小学校     | 練馬区立開進第四小学校 |
| 平和台二丁目 | 2～11番 16～52番   | 練馬区立北町小学校     | 練馬区立開進第一中学校 |
| 平和台二丁目 | 12〜15番           | 練馬区立開進第一小学校 | 練馬区立開進第一中学校 |
| 平和台三丁目 | 4～30番            | 練馬区立開進第一小学校 | 練馬区立開進第一中学校 |
| 平和台三丁目 | 1〜3番             | 練馬区立仲町小学校     | 練馬区立開進第一中学校 |
| 平和台四丁目 | 1～17番            | 練馬区立開進第一小学校 | 練馬区立開進第一中学校 |
| 平和台四丁目 | 18〜26番           | 練馬区立北町西小学校   | 練馬区立開進第一中学校 |

## 交通
- 鉄道の最寄駅としては平和台駅（東京メトロ有楽町線、東京メトロ副都心線）になるが、平和台駅の所在地は早宮になる。

### バス
すべて国際興業バス。
平和台駅停留所
- 光01・01-2系統 - 練馬北町車庫行、光が丘駅行、練馬光が丘病院行
- 光02系統 - 池袋駅東口行、光が丘駅行
- 光03・03-2系統 - 練馬区役所行、光が丘駅行、練馬光が丘病院行
- 光04系統 - 練馬北町車庫行、光が丘駅行
- 赤01系統 - 練馬駅行、赤羽駅西口行
- 練95系統 - 練馬駅行、練馬北町車庫行
- 赤85系統 - 赤羽駅西口行

練馬工業高校裏停留所
- 光04系統 - 練馬北町車庫行、光が丘駅行
- 練95系統 - 練馬駅行、練馬北町車庫行

平和台一丁目停留所
- 光04系統 - 練馬北町車庫行、光が丘駅行
- 練95系統 - 練馬駅行、練馬北町車庫行

平和台郵便局停留所
- 光01・光01-2系統 - 光が丘駅行、練馬光が丘病院行、練馬北町車庫行
- 光02系統 - 光が丘駅行、池袋駅東口行
- 光03・光03-2系統 - 練馬区役所前行、光が丘駅行、練馬光が丘病院行
- 赤01系統 - 練馬駅行、赤羽駅西口行
- 赤85系統 - 平和台駅行、赤羽駅西口行

平和台二丁目停留所
- 光01・光01-2系統 - 光が丘駅行、練馬光が丘病院行、練馬北町車庫行
- 光02系統 - 光が丘駅行、池袋駅東口行
- 赤01系統 - 練馬駅行、赤羽駅西口行
- 赤85系統 - 平和台駅行、赤羽駅西口行

自衛隊南停留所
- 光03・光03-2系統 - 光が丘駅行、練馬光が丘病院行、練馬区役所行

平和台三丁目停留所
- 光03・光03-2系統 - 光が丘駅行、練馬光が丘病院行、練馬区役所行

平和台四丁目停留所
- 光03・光03-2系統 - 光が丘駅行、練馬光が丘病院行、練馬区役所行
- 光04系統 - 練馬北町車庫行、光が丘駅行
- 練95系統 - 練馬駅行、練馬北町車庫行

### 道路
- 富士街道・東京都道311号環状八号線（環八通り）
- 東京都道441号池袋谷原線（通称・正久保通り。石神井川に架かる正久保橋に因む）

## 事業所
2021年（令和3年）現在の経済センサス調査による事業所数と従業員数は以下の通りである。
| 丁目         | 事業所数  | 従業員数 |
| ------------ | --------- | -------- |
| 平和台一丁目 | 74事業所  | 654人    |
| 平和台二丁目 | 75事業所  | 516人    |
| 平和台三丁目 | 82事業所  | 583人    |
| 平和台四丁目 | 82事業所  | 678人    |
| 計           | 313事業所 | 2,431人  |

### 事業者数の変遷
経済センサスによる事業所数の推移。
| 年                 | 事業者数 |
| ------------------ | -------- |
| 2016年（平成28年） | 313      |
| 2021年（令和3年）  | 313      |

### 従業員数の変遷
経済センサスによる従業員数の推移。
| 年                 | 従業員数 |
| ------------------ | -------- |
| 2016年（平成28年） | 2,605    |
| 2021年（令和3年）  | 2,431    |

## 施設

### 平和台一丁目
- 練馬区立平和台図書館
- 練馬平和台一郵便局
- 信愛学舎みどり幼稚園

### 平和台二丁目
- 練馬区立平和台体育館
- 練馬区立平和台保育園
- ファミリーマート平和台店

### 平和台三丁目
- JAバンク東京あおば平和台支店
- セブン-イレブン練馬平和台3丁目店

### 平和台四丁目
- 東京消防庁練馬消防署平和台出張所
- 練馬平和台郵便局
- 味の民芸練馬平和台店
- 関東三菱自動車販売平和台店
- 魚民練馬平和台駅前店
- ファミリーマート平和台四丁目店
- 稲荷神社

## その他

### 日本郵便
- 郵便番号 : 179-0083[3]（集配局 : 光が丘郵便局[16]）。